# Universeel Huis van Gerechtigheid

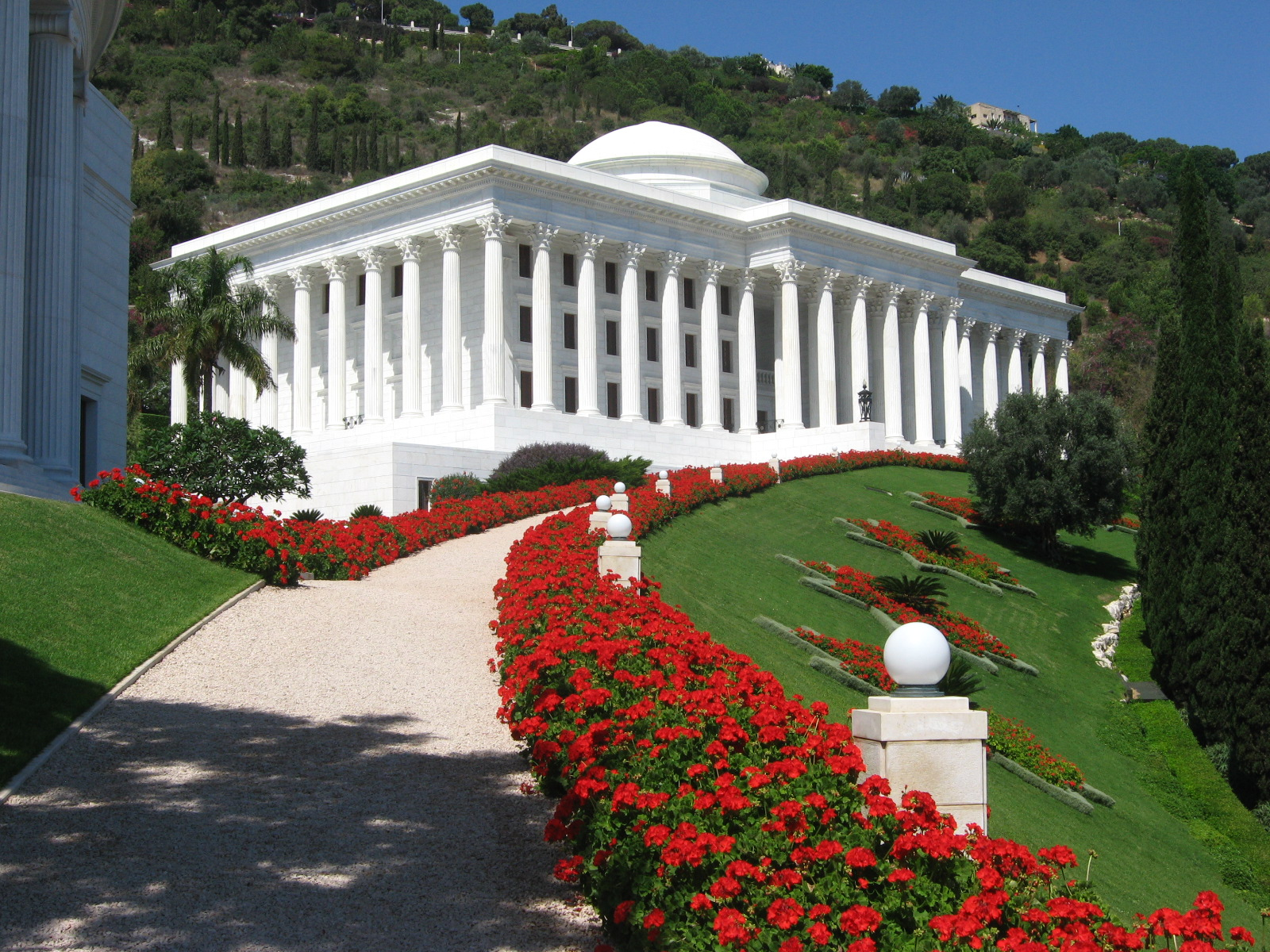
De zetel van het Universele Huis van Gerechtigheid in het Bahai-wereldcentrum in Haifa, Israël

Het Universele Huis van Gerechtigheid is het hoogste bestuursorgaan van de bahai-wereldgemeenschap. Het wordt iedere vijf jaar gekozen door de leden van de Nationale Geestelijke Raden die dan voor de Internationale Conventie afreizen naar Haifa in Israël. Voor mensen die niet aanwezig kunnen zijn, is het mogelijk om schriftelijk te stemmen. De laatste verkiezing vond plaats in 2018.

## Geschiedenis
Het bahai-bestuursstelsel kent getrapte verkiezingen en het Universele Huis van Gerechtigheid kon voor de eerste keer in 1963 worden gekozen nadat er voldoende Nationale Geestelijke Raden waren gevestigd. Aan die eerste verkiezing namen de leden van 56 Nationale Geestelijke Raden deel.
In 2018 waren ongeveer 1300 bahai-gelovigen uit 160 landen aanwezig tijdens de 12e Internationale Bahai-conventie in het Bahai-wereldcentrum in Haifa voor de verkiezing van het Universele Huis van Gerechtigheid.

## Doel
Het Universele Huis van Gerechtigheid leidt de bahai-wereldgemeenschap in alle bestuurlijke en geestelijke aangelegenheden. Het beheert de eigendommen in het Bahai-wereldcentrum en bewaart de heilige teksten en relikwieën. Overeenkomstig de uitdrukkelijke tekst van Bahá'u'lláh kan het bepalingen en wetten maken voor situaties waar in de geschriften niet in is voorzien. Zodoende houdt het de bahai-gemeenschap in gelijke tred met de altijd veranderende wereld om haar heen.

## Leden
De huidige leden van het Universele Huis van Gerechtigheid zijn:
- Paul Lample (sinds 2005)
- Payman Mohajer (sinds 2005)
- Shahriar Razavi (sinds 2008)
- Stephen Birkland (sinds 2010)
- Stephen Hall (sinds 2010)
- Ayman Rouhani (sinds 2013)
- Chuungu Malitonga (sinds 2013)
- Juan Francisco Mora (sinds 2018)
- Praveen Mallik (sinds 2018)

## Publicaties
- (en)  Universeel Huis van Gerechtigheid (1972). Constitution of the Universal House of Justice. Bahá'í World Centre.
- Universeel Huis van Gerechtigheid (1985). De Belofte van Wereldvrede. Stichting Bahá'í Literatuur, Den Haag.
- Bahá'í International Community (1992). Bahá’u’lláh. Stichting Bahá’í Literatuur, Den Haag.
- Universeel Huis van Gerechtigheid (2001). Eeuw van Licht. Geraadpleegd op 21-12-2015.
- Universeel Huis van Gerechtigheid (2002). Brief aan de Religieuze Leiders van de Wereld. Bahá'í World Centre.
- Universeel Huis van Gerechtigheid (2005). Eén Gemeenschappelijk Geloof. Geraadpleegd op 21-12-2015.